# Angraecum aviceps
Angraecum aviceps är en orkidéart som beskrevs av Rudolf Schlechter. Angraecum aviceps ingår i släktet Angraecum och familjen orkidéer. Inga underarter finns listade i Catalogue of Life.